# Tallinn Open 2022 - Qualificazioni singolare
Le qualificazioni del singolare femminile del Tallinn Open 2022 sono state un torneo di tennis preliminare per accedere alla fase finale della manifestazione svolte dal 24 al 25 settembre 2022. Le vincitrici dell'ultimo turno sono entrate di diritto nel tabellone principale. In caso di ritiro di una o più giocatrici aventi diritto a queste sono subentrati le lucky loser, ossia le giocatrici che hanno perso nell'ultimo turno ma che avevano una classifica più alta rispetto alle altre partecipanti che avevano comunque perso nel turno finale.

## Teste di serie
1. Aleksandra Krunić (primo turno, ritirata)
2. Viktorija Golubic (qualificata)
3. Elena-Gabriela Ruse (primo turno)
4. Linda Nosková (qualificata)
5. Darija Snihur (ultimo turno)
6. Mirjam Björklund (ultimo turno, lucky loser)

1. Jodie Burrage (primo turno)
2. Ysaline Bonaventure (qualificata)
3. Anna-Lena Friedsam (ultimo turno)
4. Heather Watson (ultimo turno)
5. Katie Boulter (qualificata)
6. Viktória Kužmová (qualificata)

## Qualificate
1. Viktória Kužmová
2. Viktorija Golubic
3. Jessika Ponchet

1. Linda Nosková
2. Katie Boulter
3. Ysaline Bonaventure

## Lucky loser
1. Mirjam Björklund

## Tabellone

### Legenda
| - Q = Qualificato - WC = Wild card - LL = Lucky loser | - ALT = Alternate - SE = Special Exempt - PR = Protected Ranking | - w/o = Walkover - r = Ritirato - d = Squalificato |

### Sezione 1
|  | Primo turno | Primo turno       | Primo turno       | Primo turno | Primo turno |  |  | Ultimo turno | Ultimo turno     | Ultimo turno | Ultimo turno | Ultimo turno |  |
|  |             |                   |                   |             |             |  |  |              |                  |              |              |              |  |
|  | 1           | Aleksandra Krunić | Aleksandra Krunić | 6           | 5r          |  |  |              |                  |              |              |              |  |
|  |             | Eva Lys           | Eva Lys           | 4           | 4           |  |  |              | Eva Lys          | 6            | 3            | 2            |  |
|  |             | Caty McNally      | 7                 | 5           | 2           |  |  | 12           | Viktória Kužmová | 1            | 6            | 6            |  |
|  | 12          | Viktória Kužmová  | 5                 | 7           | 6           |  |  |              |                  |              |              |              |  |

### Sezione 2
|  | Primo turno | Primo turno        | Primo turno        | Primo turno | Primo turno |  |  | Ultimo turno | Ultimo turno       | Ultimo turno | Ultimo turno | Ultimo turno |  |
|  |             |                    |                    |             |             |  |  |              |                    |              |              |              |  |
|  | 2           | Viktorija Golubic  | Viktorija Golubic  | 6           | 6           |  |  |              |                    |              |              |              |  |
|  | WC          | Daniela Vismane    | Daniela Vismane    | 1           | 1           |  |  | 2            | Viktorija Golubic  | 4            | 6            | 6            |  |
|  | WC          | Katriin Saar       | Katriin Saar       | 1           | 3           |  |  | 9            | Anna-Lena Friedsam | 6            | 2            | 1            |  |
|  | 9           | Anna-Lena Friedsam | Anna-Lena Friedsam | 6           | 6           |  |  |              |                    |              |              |              |  |

### Sezione 3
|  | Primo turno | Primo turno           | Primo turno | Primo turno | Primo turno |  |  | Ultimo turno | Ultimo turno          | Ultimo turno          | Ultimo turno | Ultimo turno |  |
|  |             |                       |             |             |             |  |  |              |                       |                       |              |              |  |
|  | 3           | Elena-Gabriela Ruse   | 3           | 6           | 64          |  |  |              |                       |                       |              |              |  |
|  |             | Marina Bassols Ribera | 6           | 2           | 7           |  |  |              | Marina Bassols Ribera | Marina Bassols Ribera | 2            | 3            |  |
|  |             | Jessika Ponchet       | 2           | 6           | 6           |  |  |              | Jessika Ponchet       | Jessika Ponchet       | 6            | 6            |  |
|  | 7           | Jodie Burrage         | 6           | 3           | 4           |  |  |              |                       |                       |              |              |  |

### Sezione 4
|  | Primo turno | Primo turno               | Primo turno               | Primo turno | Primo turno |  |  | Ultimo turno | Ultimo turno   | Ultimo turno   | Ultimo turno | Ultimo turno |  |
|  |             |                           |                           |             |             |  |  |              |                |                |              |              |  |
|  | 4           | Linda Nosková             | Linda Nosková             | 6           | 6           |  |  |              |                |                |              |              |  |
|  |             | Lesley Pattinama Kerkhove | Lesley Pattinama Kerkhove | 3           | 4           |  |  | 4            | Linda Nosková  | Linda Nosková  | 6            | 7            |  |
|  | WC          | Liisa Varul               | Liisa Varul               | 1           | 1           |  |  | 10           | Heather Watson | Heather Watson | 1            | 6(0)         |  |
|  | 10          | Heather Watson            | Heather Watson            | 6           | 6           |  |  |              |                |                |              |              |  |

### Sezione 5
|  | Primo turno | Primo turno   | Primo turno   | Primo turno | Primo turno |  |  | Ultimo turno | Ultimo turno  | Ultimo turno | Ultimo turno | Ultimo turno |  |
|  |             |               |               |             |             |  |  |              |               |              |              |              |  |
|  | 5           | Darija Snihur | 4             | 6           | 6           |  |  |              |               |              |              |              |  |
|  |             | Suzan Lamens  | 6             | 2           | 3           |  |  | 5            | Darija Snihur | 6            | 4            | 3            |  |
|  | WC          | Ingrid Neel   | Ingrid Neel   | 0           | 2           |  |  | 11           | Katie Boulter | 1            | 6            | 6            |  |
|  | 11          | Katie Boulter | Katie Boulter | 6           | 6           |  |  |              |               |              |              |              |  |

### Sezione 6
|  | Primo turno | Primo turno                | Primo turno                | Primo turno | Primo turno |  |  | Ultimo turno | Ultimo turno        | Ultimo turno        | Ultimo turno | Ultimo turno |  |
|  |             |                            |                            |             |             |  |  |              |                     |                     |              |              |  |
|  | 6           | Mirjam Björklund           | Mirjam Björklund           | 6           | 6           |  |  |              |                     |                     |              |              |  |
|  |             | Valentini Grammatikopoulou | Valentini Grammatikopoulou | 2           | 2           |  |  | 6            | Mirjam Björklund    | Mirjam Björklund    | 5            | 4            |  |
|  |             | Georgina García Pérez      | Georgina García Pérez      | 2           | 2           |  |  | 8            | Ysaline Bonaventure | Ysaline Bonaventure | 7            | 6            |  |
|  | 8           | Ysaline Bonaventure        | Ysaline Bonaventure        | 6           | 6           |  |  |              |                     |                     |              |              |  |